# Peter-Jürgen Boock
Peter-Jürgen Boock, né le 3 septembre 1951 à Garding, est un ancien membre de la Fraction armée rouge. Il est également essayiste.

## Biographie
Il a participé à l'enlèvement de Hanns-Martin Schleyer. Il quitte la RAF en février 1980 mais est arrêté en janvier 1981. Il est condamné à la prison à vie en mai 1984 et en novembre 1986 pour sa participation à l'"exécution" de Jürgen Ponto et d'Hanns-Martin Schleyer. Il est libéré le 13 mars 1998.

## Œuvres
- Peter-Jürgen Boock. 1984,  (ISBN 3-88906-010-2)
- Vogelfrei. 1986, Lamuv Verlag,  (ISBN 3-88977-039-8)
- Schwarzes Loch. 1988,  (ISBN 3-499-12505-6)
- Wilhelmsburger Schattenspiel. 1989, Kellner kriminell,  (ISBN 3-927623-61-X)
- Abgang. 1990, Rowohlt,  (ISBN 3-499-12707-5)
- Mit dem Rücken zur Wand. 1994, Palette Verlag,  (ISBN 3-928062-10-7)
- Die Entführung und Ermordung des Hanns-Martin Schleyer. Eichborn, 2002,  (ISBN 3-8218-3976-7)
- mit Peter Schneider:  Ratte-tot... (Ein Briefwechsel) (Luchterhand)